# Artur Greive
Artur Greive (* 25. April 1936 in Aachen; † 14. März 2009) war ein deutscher Romanist, Rumänist und Sprachwissenschaftler. 

## Leben und Werk
Greive promovierte 1961 in Bonn bei Harri Meier mit Französisch Part, partie, parti. Wort- u. Bedeutungsgeschichte und habilitierte sich ebenda 1968 mit Etymologische Untersuchungen zum französischen h aspiré (Heidelberg 1970).  Greive war von 1970 bis zu seiner Emeritierung im Jahre 2001 ordentlicher Professor für Romanische Philologie an der Universität zu Köln. Von 1983 bis 1985 war er Dekan der Philosophischen Fakultät.

## Weitere Werke
- Neufranzösische Formen der Satzfrage im Kontext, Mainz 1974
- (Hrsg.) (zusammen mit Lucian Blaga) Antologie de poezie populară. Volksdichtung . Ed. îngrijită şi traducere de Artur Greive, Bucureşti 1995
- (Hrsg.) (zusammen mit) Ion Talos, Ion Marii, Nicolae Mocanu, Deutsche und rumänische Philologen in der Begegnung / Întâlniri între filologi români si germani, Cluj-Napocka 2003
- (Hrsg.) (zusammen mit Ion Talos) Brancaflôr : Märchen aus der Romania, Mit einem Vorwort von Rolf Wilhelm Brednich, Aachen 2009